# Laemophloeus californicus
Laemophloeus californicus là một loài bọ cánh cứng trong họ Laemophloeidae. Loài này được Casey miêu tả khoa học năm 1916.